# Tehreek-e-Taliban
Tehreek-e-Taliban är en löst sammanhållen paraplyorganisation för de talibangrupper som bekämpar myndigheterna i Afghanistan och Pakistan.

## Tehreek-e-Taliban Pakistan (TTP)
TTP bildades av emir Baitullah Mehsud som dödades av ett amerikanskt drönarplan.
Hans efterträdare Hakimullah Mehsud presenterade, i en intervju sänd av tv-kanalen Al-Sahab,  två huvudmål med TTP:s verksamhet: att införa sharialagar i hela Pakistan och tvinga regeringen att bryta samarbetet med USA. 

## Organisation
TTP skiljer sig i struktur från de afghanska talibanerna genom att nätverket saknar ett centralt kommando. Snarare är det en lös koalition av ett flertal islamistiska och militanta grupper, grupper som förenas i sitt avståndstagande till centralregeringen i Islamabad.  